# Hemisus guineensis
Hemisus guineensis es una especie de anfibio anuro de la familia Hemisotidae.

## Distribución geográfica
Esta especie habita en el África subsahariana hasta 1850 m de altitud en la sabana. Se ha observado en Senegal, Guinea-Bissau, Guinea, Sierra Leona, Liberia, Costa de Marfil, Ghana, Benín, Nigeria, Camerún, Chad, República Democrática del Congo, Uganda, Kenia, Tanzania, Malawi, Mozambique, el extremo norte de Sudáfrica, Zimbabue, Zambia y Angola.

## Etimología
El nombre de su especie, compuesto de guine[e] y el sufijo latín -ensis, significa "que vive, que habita", y le fue dado en referencia al lugar de su descubrimiento, un área que no se encuentra precisamente en Guinea.

## Publicación original
- Cope, 1865 : Sketch of the Primary Groups of Batrachia Salientia. The Natural History Review, New Serie, vol. 5, p. 97–120[5]